# Пам'ятник «Шлях пізнання»
Автор — скульптор Є. Прокопов, арх. М. Кислий. Розміри: вис. скульптур — 3,5 м, діам. сфери — 6,0 м.
Алегорична композиція символізує важкий шлях пізнання істини та водночас розширення горизонтів науки. Складається з чотирьох бронзових постатей, які тримають бронзовий куб — символ людських знань. Кожна з скульптур уособлює етапи історії розвитку вітчизняної науки — дорадянський, часів революції 1917—21, Великої Вітчизняної війни 1941—45 та сучасний. Фігури у довгому вбранні, що утворює виразні динамічні складки, зображено на повний зріст, із поглядами, зверненими до неба. Кожен з персонажів у характерному для свого часу одязі. Зображені середньовічний і сучасний вчені, науковці в шинелі років громадянської війни й плащ-палатці періоду Великої Вітчизняної. Умовність композиції підкреслена пластичними засобами, що поєднують реалістичні деталі з експресивністю руху. На полірованій поверхні куба написи хімічних, фізичних та математичних формул, вислови вчених про науку та її значення в суспільстві. Скульптури встановлено на бронзову сферу, що спирається на плаский гранітний постамент. Композиція розрахована на круговий огляд.
Площа довкола пам'ятника оформлена гранітними блоками та брукованими гранітними доріжками, прокладеними до будівлі університету та вздовж паркової зони.Він був встановлений в 1989 році.
https://commons.wikimedia.org/wiki/File:Пам'ятник_«Шлях_пізнання»_біля_фізичного_факультету_КНУ.jpg